# Gotowanie na wolnym ogniu

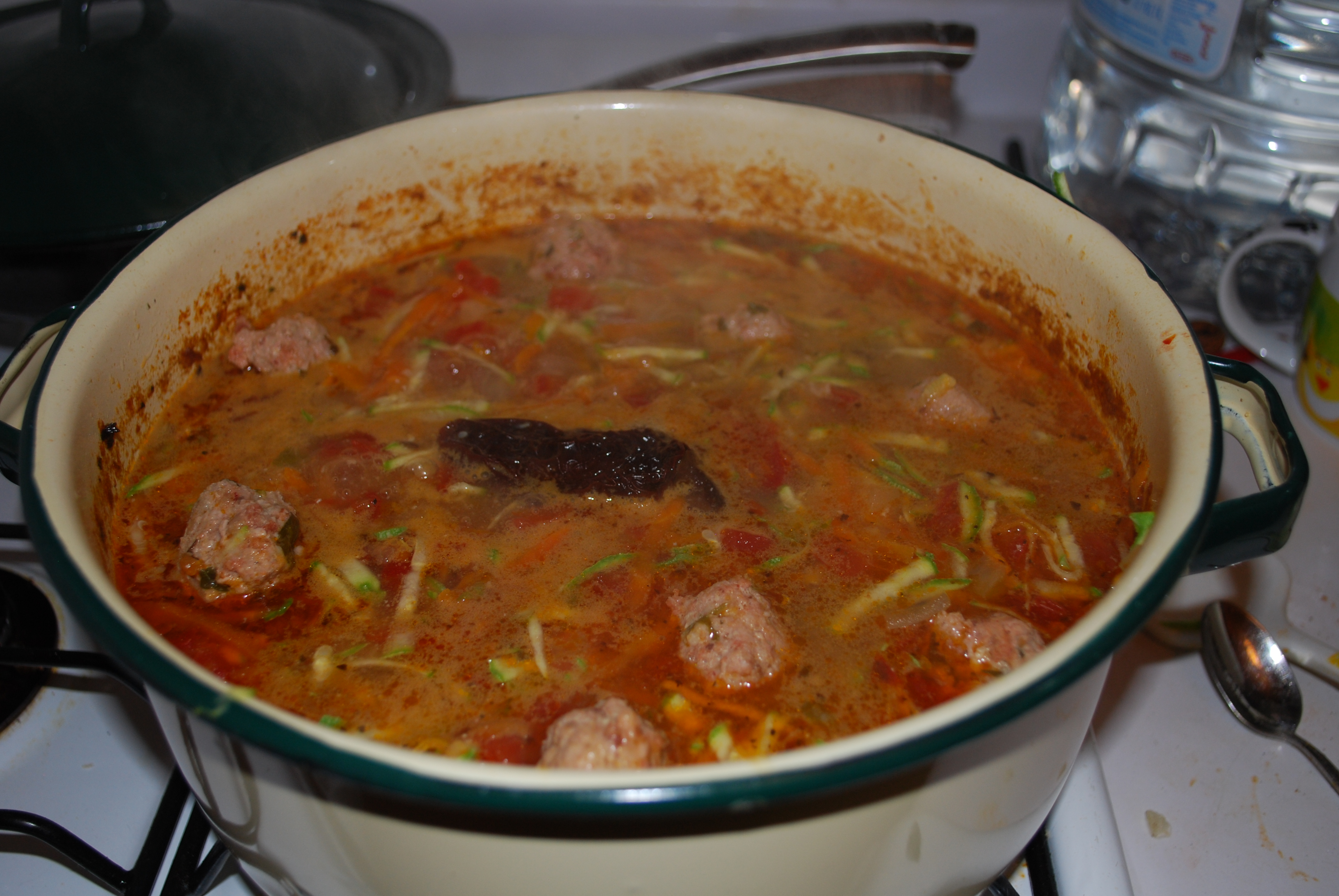
Gotowanie na wolnym ogniu

Gotowanie na wolnym ogniu – technika gotowania, polegająca na utrzymywaniu gorących płynów tuż poniżej temperatury wrzenia wody (100 °C przy średnim ciśnieniu na wysokości poziomu morza). Aby gotować na wolnym ogniu, zwykle doprowadza się wywar do wrzenia, a następnie redukuje podgrzewanie do stanu, w którym prawie przestają powstawać bąbelki pary wodnej, zwykle około 94 °C.

## W gotowaniu
Gotowanie na wolnym ogniu zapewnia delikatniejsze traktowanie niż wrzenie i pomaga zapobiec twardnieniu i/lub rozpadaniu się jedzenia. Właściwa technika gotowania na wolnym ogniu jest punktem spornym wśród kucharzy. Niektórzy twierdzą, że właściwa temperatura gotowania na wolnym ogniu to 82 °C.

### Amerykańska kuchnia
Dania przygotowane w wolnowarze są gotowane na wolnym ogniu. Przykłady to gulasze, chili con carne, zupy.

### Kuchenki gazowe
W większości nowoczesnych kuchenek gazowych istnieje ustawienie służące do gotowania na wolnym ogniu. Znajduje się ono zwykle na końcu skali regulacji siły palnika. Ustawienie gotowania na wolnym ogniu można też zwykle znaleźć w kuchenkach elektrycznych.